# Promachus rapax
Promachus rapax är en tvåvingeart som beskrevs av Gerstaecker 1871. Promachus rapax ingår i släktet Promachus och familjen rovflugor. Inga underarter finns listade i Catalogue of Life.